# Marc (cousin de Barnabé)
Ne doit pas être confondu avec Marc (évangéliste) ou Jean Marc (Nouveau Testament).
Pour les articles homonymes, voir Marc et saint Marc.
Marc (en grec ancien : Μάρκος / Márkos ; en latin : Marcus) est un Juif ayant vécu au Ier siècle, devenu missionnaire chrétien évoluant auprès des apôtres Paul et Barnabé. Mentionné dans le Nouveau Testament, Marc est appelé l'ánepsiós (ἀνεψιός) de Barnabé, ce qui est généralement compris comme son cousin maternel. Plusieurs traditions chrétiennes anciennes affirment qu'il est le même homme que Jean, surnommé Marc, lui-même assimilé à Marc l’Évangéliste. Cependant, d'autres affirment qu'il est un personnage distinct, un des Septante disciples de Jésus-Christ, et qu'il meurt martyr comme évêque d'Apollonie.

## Nouveau Testament
L'épître aux Colossiens (prétendument écrite par l'apôtre Paul mais inauthentique) dit qu'un dénommé Marc est l'ánepsiós (ἀνεψιός) de Barnabé. Le terme est ambigu car il peut désigner un neveu par la sœur ou un cousin maternel, mais le cousinage entre Barnabé et Jean Marc est une opinion courante depuis les origines du christianisme.

## Tradition chrétienne

### Compagnon d'apôtres
Dans l'Antiquité, il est habituel pour les Juifs d'ajouter un nom grec ou latin à leur nom hébreu, ce qui permet de différencier les personnes ; cependant, le prénom hébreu Jean (en hébreu : יוֹחָנָן / Yohanan) et le praenomen Marcus sont très communs à l'époque.
Parmi les épîtres de Paul, un Marc est mentionné dans l'authentique épître à Philémon, comme un de ses « compagnons d’œuvre ». Dans la deuxième épître à Timothée, cette fois inauthentique, le pseudo-Paul lui dit de prendre un Marc « car il m’est utile pour le ministère ». La tradition chrétienne suppose que Paul et Jean Marc se sont réconciliés à un moment donné, et que Jean Marc est devenu un compagnon de voyage estimé par l'apôtre.
Dans la première épître de Pierre, attribuée à l'apôtre mais écrite à la fin du Ier siècle, l'auteur dit écrire depuis « Babylone » (surnom chrétien de Rome) et appelle un dénommé Marc « mon fils ».

### Disciple de Jésus et évêque
Dans la liste des Septante disciples attribuée à Hippolyte de Rome (IIIe siècle), l'auteur distingue Marc l’Évangéliste, évêque d'Alexandrie ; Marc, cousin de Barnabé et évêque d'Apollonie ; et « Marc, aussi appelé Jean », évêque de Byblos (Bibloupolis). Selon le Synaxaire de Constantinople, Marc d'Apollonie est mort martyrisé.

## Vénération
Le Martyrologe romain et plusieurs confessions de l'Église orthodoxe associent le cousin de Barnabé et Jean Marc avec Marc l’Évangéliste, qu'ils fêtent le 25 avril,. L’Église catholique et plusieurs confessions de l’Église orthodoxe le fêtent le 27 septembre quand Jean Marc est dissocié de Marc l’Évangéliste. Celles reconnaissant trois hommes différents fêtent Marc, évêque d'Apollonie et cousin de Barnabé, surnommé « le Juste », le 16 juin pour le calendrier ecclésiastique et le 29 juin pour le calendrier civil.